# Josef Fořt (politik KSČ)
Josef Fořt (6. května 1924 – ???) byl český a československý politik Komunistické strany Československa, poslanec České národní rady a Sněmovny národů Federálního shromáždění na počátku normalizace. Po roce 1969 odstaven z politických funkcí.

## Biografie
Původním povoláním byl ekonom. V prosinci 1967 se stal předsedou plzeňské pobočky Československé ekonomické společnosti při ČSAV. Tehdy se uvádí jako náměstek předsedy KNV. V roce 1968 zastával funkci předsedy KNV pro Západočeský kraj. Do funkce byl jmenován 25. září 1968 poté, co koncem srpna 1968 rezignoval dosavadní předseda Jan Pelnář, jenž se stal ministrem vnitra vlády ČSSR. Josef Fořt bydlel v Plzni. Od roku 1969 zasedal v České národní radě.
Po federalizaci Československa usedl v lednu 1969 do Sněmovny národů Federálního shromáždění. Nominovala ho Česká národní rada. Ve federálním parlamentu setrval jen do prosince 1969, kdy rezignoval na poslanecký post.
Během pražského jara se angažoval v reformním proudu v KSČ. Po invazi vojsk Varšavské smlouvy do Československa ho Krajský výbor KSČ v Západočeském kraji zařadil na seznam „představitelů a exponentů pravice“.